# 史院乡
史院乡，是中华人民共和国安徽省淮南市田家庵区下辖的一个乡镇级行政单位。

## 行政区划
史院乡下辖以下地区：
史院村、涧坝村、瓦杨村、尹祠村、仇嘴村、庞岗村、闫阳村、联湖村和邵庄村。